# Sphaerodactylus corticola
Sphaerodactylus corticola este o specie de șopârle din genul Sphaerodactylus, familia Gekkonidae, descrisă de Garman 1888. A fost clasificată de IUCN ca specie cu risc scăzut.

## Subspecii
Această specie cuprinde următoarele subspecii:
- S. c. aporrox
- S. c. campter
- S. c. soter
- S. c. corticola

## Galerie

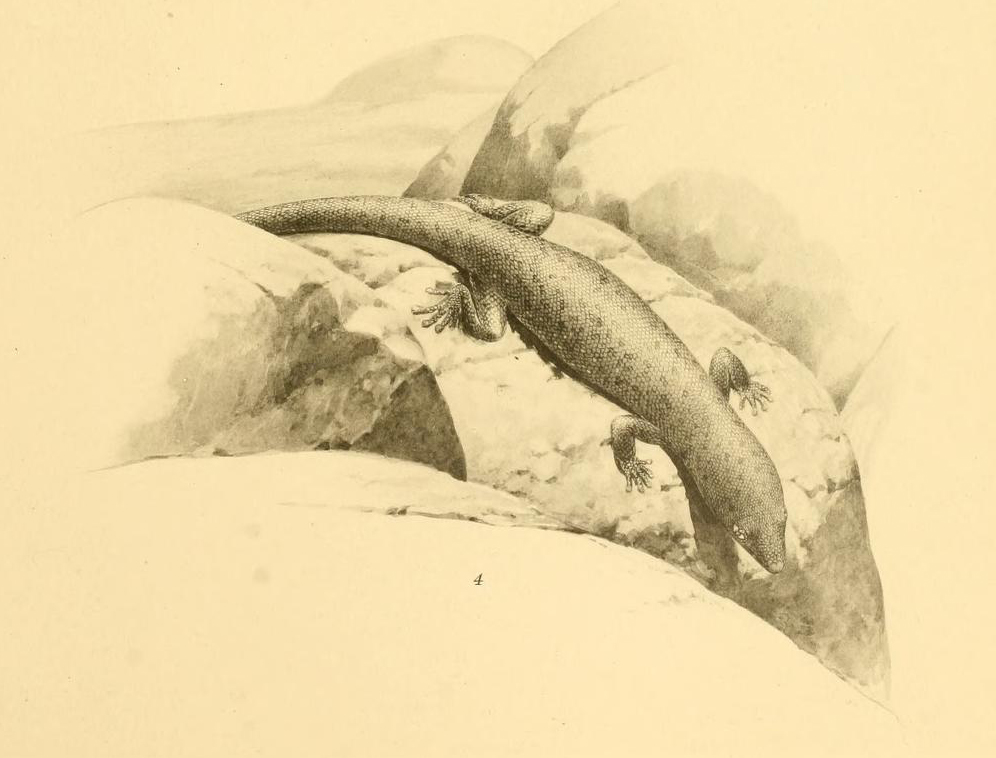
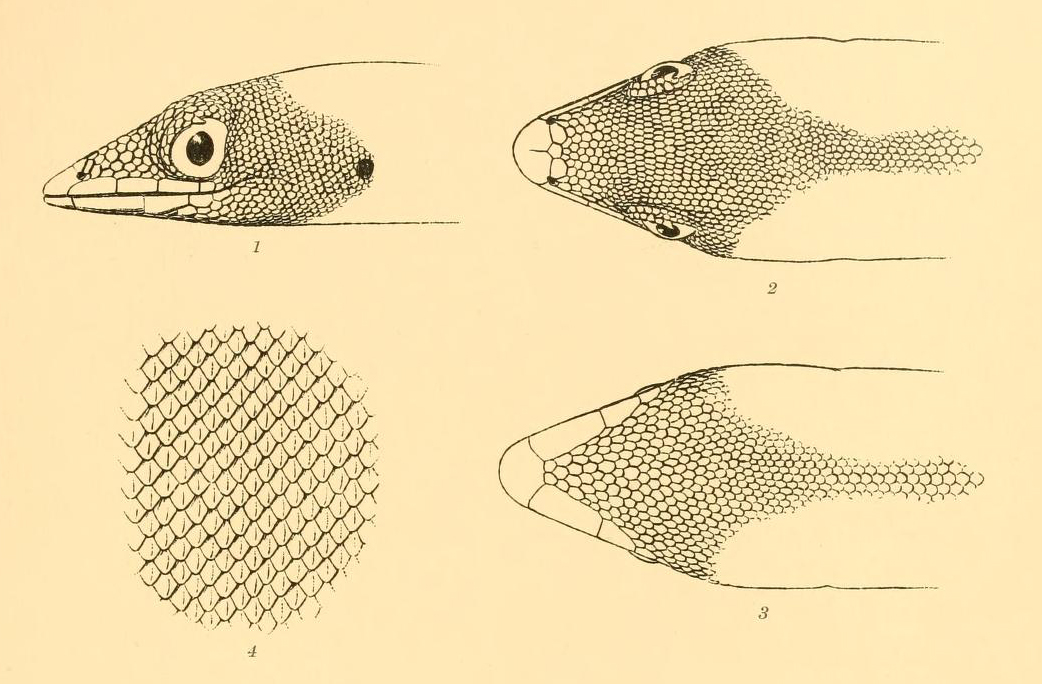